# Tunnel Rats: 1968
Tunnel Rats: 1968 es un videojuego de disparos en primera persona desarrollado por Replay Studios como tie-in para la película de Uwe Boll 1968 Tunnel Rats. Fue lanzado para Microsoft Windows en 2009. Según una entrevista con Uwe Boll, el juego estaba destinado a ser lanzado en Xbox 360, pero finalmente nunca ha tenido un lanzamiento minorista oficial, y la única tienda de distribución digital que ofrece el juego es Steam. La historia tiene lugar después de los eventos de la película cuando el personaje del jugador intenta encontrar al equipo original de la película.

## Trama
Brooks, un estadounidense G.I. que sirve en la Guerra de Vietnam, es enviado en una misión para limpiar túneles controlados por el enemigo. Sin embargo, su helicóptero es derribado sobre territorio enemigo, dejando a Brooks varado en la jungla como el único miembro superviviente de su pelotón.

## Jugabilidad
Tunnel Rats: 1968 es un juego de disparos en primera persona con siete niveles. Trampas explosivas, como granadas trampa y trampillas, se encuentran a lo largo del juego. mundo; Las trampillas se desarman localizando un punto accionable utilizado para desactivarlas. Los cables trampa se desarman en un minijuego donde el jugador debe detener una barra deslizante dentro de una zona específica; detenerse dentro de un objetivo más estrecho también permite al jugador recoger la granada que formaba parte del mecanismo. "Trofeos", incluido perro Se pueden recolectar etiquetass de soldados caídos y orejas de los cadáveres de soldados vietnamitas para aumentar la salud de Brooks.

## Recepción
Tunnel Rats: 1968 fue lanzado con una recepción negativa; tiene una puntuación total de 30/100 en Metacritic basada en 7 reseñas, lo que indica "críticas generalmente desfavorables".
GameSpot consideró que Tunnel Rats tenía una escritura y una actuación de voz "torpes e inconsistentes", y criticó la caracterización de Brooks por convertirlo en "uno de los héroes menos comprensivos con los que jamás interpretarás". ", describiéndolo como "un idiota cruel y malhablado que a menudo está trastornado pero nunca ingenioso. Aparentemente se supone que está en un arco de personaje que lo lleva a la cúspide de la locura, pero en realidad está loco desde el principio". Estas críticas también citaron el uso frecuente de monólogos internos para avanzar en la historia del juego. La mecánica de recolectar orejas de soldados vietnamitas muertos se consideró de mal gusto debido a la personalidad de Brooks y sus comentarios hablados al hacerlo. Los entornos del juego, en particular los túneles, se consideraron monótonos y anticuados, mientras que las miras de hierro de las armas fueron criticadas por ser inexactas en comparación con las miras normales en pantalla. El juego también fue criticado por sus errores, su corta duración y el alto nivel de precisión requerido para recolectar trofeos y desarmar trampas en el entorno. GameSpot le dio al juego un 2,5 sobre 10 y argumentó que Tunnel Rats "parece tener una noción extraña de lo que constituye 'diversión'. ¿A alguien le gusta buscar trampas explosivas en túneles marrones y repetitivos o escuchar a un niño psicótico despotricar sobre su padre?"
Rock Paper Shotgun abrió su reseña reconociendo la reputación de Uwe Boll por sus adaptaciones cinematográficas de franquicias de videojuegos mal recibidas. Al señalar que presentaba los "motivos" típicos de sus obras (como diálogos deficientes y abundancia de cuevas), "Tunnel Rats" fue descrito como "insoportable y desconcertantemente malo, de modo que el pensamiento predominante mientras jugaba era: ¿Cómo ¿Cómo es posible hacer un juego tan atrozmente malo, uno que fundamentalmente no comprende ni siquiera los conceptos básicos de lo que debe ser un juego? El juego fue criticado por su escritura y actuación de voz (lo que también resultó en que el protagonista fuera caracterizado como "un pequeño idiota petulante y odioso"), mecánicas de juego que requerían niveles frustrantes de precisión (incluido el proceso de desarmar trampas y, respectivamente, recolectar placas de identificación). y orejas de los cuerpos de soldados estadounidenses y vietnamitas para recuperar la salud), cantidades desproporcionadas de daño por caídas desde alturas bajas, incapacidad para reiniciar manualmente un nivel o guardar, y numerosos errores. Los errores también impidieron que el revisor completara el segundo nivel. GamesRadar criticó de manera similar el juego por ser un "desastre nauseabundo de principio a fin", pero en broma consideró que era mejor que las películas de Uwe Boll.